# Velika Krpanova pot
Velika Krpanova pot je pešpot, poimenovana po Martinu Krpanu z Vrha, junaku iz istoimenskega Levstikovega dela, objavljenega  leta 1858 v Slovenskem glasniku, ki naj bi tu tovoril prepovedano sol. Pot je dolga 91 kilometrov, je srednje zahtevna in primerna tudi za kolesarje. Zaradi dolžine jo priporočajo za tridnevni treking ali za krajše enodnevne etape. Posebnost te pešpoti je, da se začne in konča na železniški postaji, kar je priročno za pohodnike, prav tako pa so jim v pomoč še zemljevid poti, vodnik in oznake na terenu.

## Postaje na poti
- Pivka
- Vzpetina Primož
- Razgledna točka Šilentabor
- Grad Kalec
- Javorniki
- Cerkniško jezero
- Grad Snežnik
- Izvir Veliki Obrh
- Vas Metulje
- Nova vas
- Velike Bloke
- Slivnica
- Rakov Škocjan
- Postojnska jama

## Opis poti
Začne se na železniški postaji v Pivki in poteka po poti, po kateri je hodil Fran Levstik, ko je na gradu Kalec pisal prvo slovensko povest Martin Krpan. Pohodnike nato pot vodi po dolini Pivke, preko Javornikov na Cerkniško polje, čez Bloke na Slivnico, potem se spusti proti Cerknici in Rakovemu Škocjanu ter čez Kalič na cilj, to je proti železniški postaji v Postojni. Na trasi je 14 naravnih in kulturnih znamenitosti, kot so številni cerkveno-kulturni spomeniki, grajske ruševine in ohranjeni dvorci. Pot je polna kraških znamenitosti, pohodniki si lahko ogledajo izvire in ponikalnice, presihajoče jezero, jame in udornice, prav tako pa ne manjka mokrišč, suhih travnikov, planinskih pašnikov in gozdov.